# Le Jardin de Donald
Série Donald Duck
Pour plus de détails, voir Fiche technique et Distribution.
Le Jardin de Donald (Donald's Garden) est un dessin animé de la série des Donald Duck produit par Walt Disney pour RKO Radio Pictures sorti le 12 juin 1942.

## Synopsis
Donald doit travailler dur pour préserver d'un gaufre à poches affamé son jardin et ses pastèques destinés à gagner les premiers prix d'un concours...

## Fiche technique
- Titre original : Donald's Garden
- Titre français : Le Jardin de Donald
- Série : Donald Duck
- Réalisateur : Dick Lundy
- Scénario : Carl Barks
- Animateur[1]: Ted Bonnicksen, Bob Carlson, Walt Clinton, Jack Hannah, Volus Jones, Kenneth Muse, Don Patterson
- Effets d'animation[1] : Jack Boyd, Andy Engman, Reuben Timmins
- Layout : Thor Putnam
- Voix : Clarence Nash (Donald)
- Producteur : Walt Disney
- Société de production : Walt Disney Productions
- Distributeur : RKO Radio Pictures
- Date de sortie : 12 juin 1942
- Format d'image : couleur (Technicolor)
- Son : Mono (RCA Photophone)
- Durée : 8 min
- Langue : (en)
- Pays :  États-Unis

## Voix françaises
- Sylvain Caruso : Donald Duck

## Titre en différentes langues
D'après IMDb :
- Argentine : El Jardín de Donald
- Finlande : Akun puutarha, Kalles trädgård
- Suède : Kalle Ankas trädgård